# ロジャース・オルガン
ロジャース・オルガン（Rodgers Organ）は、アメリカ合衆国の製造メーカー「ロジャース・インストゥルメンツ」による、デジタル式教会向けクラシック・オルガン。「ロジャース・インストゥルメンツ」社の設立は1958年、オレゴン州にて創業。

## 略歴

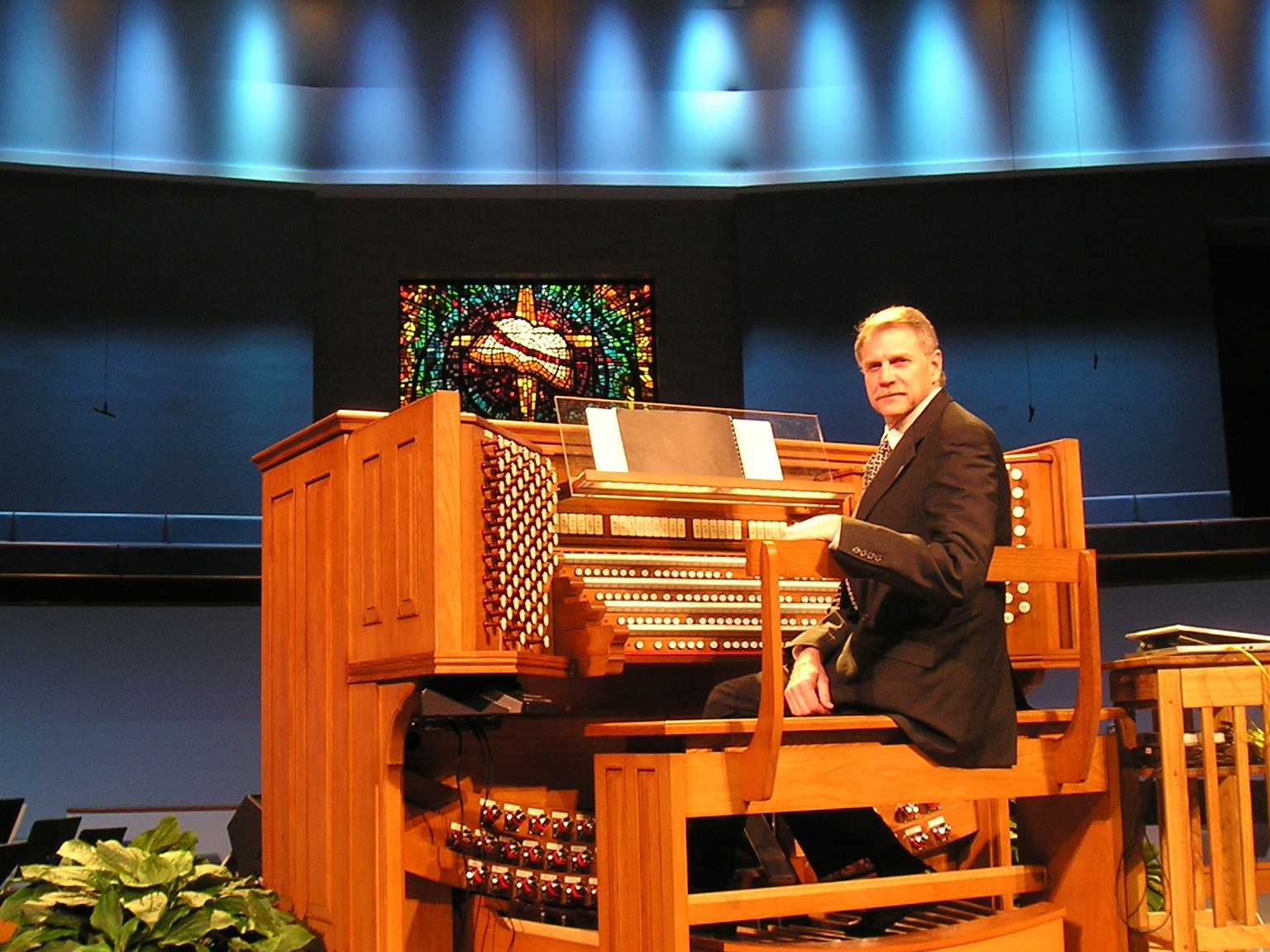
教会に設置された、4段鍵盤のロジャース・オルガン

半導体素子を使用した電子回路によるクラシック・オルガンを初めて製造、1958年「ロジャース・インストゥルメンツ」社を創業。テクトロニクス(Tektronix)社の役員と創業した技術者で経営が行われていた。1960年トランジスタを用いたアンプを開発。1972年、本パイプ式と電子式の両方を持ち合わせ融合させた、いわゆる「ハイブリッド式」オルガンを開発。音楽的に世に認められる成功をおさめた。
1977年9月、アメリカ合衆国最大のテレビ・ラジオ・ネットワークを有する放送局CBS社の多角経営の流れを受け、ロジャース・インストゥルメンツ社は同社の傘下に入った。当時のCBSは、ピアノの名門ブランド「スタインウェイ (Steinways & Sons)」、ギターの名門ブランド「フェンダー (Fender)」、エレクトリック・ピアノの名門ブランド「ローズ (Rhodes)」、管楽器の名門ブランド「ゲマインハート(Gemeinhardt)」他の、多数の名門楽器ブランドを有するに至った。ロジャース・インストゥルメンツ社はしばらくCBS社に経営権があったが、1985年「スタンウェイ・ミュージカル・プロパティーズ (Steinway Musical Properties)」社が、同じくCSB社傘下のスタンウェイとゲマインハート社、およびロジャース・インストゥルメンツ社の3社を買収した。
1986年、世界で最初にMIDI機能を搭載したクラシック・オルガンを製造。1990年「パラレル・デジタル・イメイジング」技術を搭載、オルガン音の力強さと本物らしさを追求した画期的な技術を開発、1999年「ルーム・モデリング技術」の開発に成功。2009年、USBメモリーによるデータのやり取りを可能にした。2011年、ローランド社固有の専用チップSSC技術を、500シリーズの製品ラインナップに搭載。2012年、最高峰の製品ラインナップ「INFINITYシリーズ」を投入した。
これらの開発は、1988年5月、日本のローランド株式会社がロジャース・インストゥルメンツ社を買収し、以降同社がローランドの子会社であったことによる。2社間では相互に固有の音源技術の交換がなされ、オルガンの設計・開発が行われた。また、米国オレゴン州の工場では、ロジャース・オルガンに加えローランド・ブランド製品も生産されていた。
2016年1月、事業再編を進めていたローランド株式会社は、ロジャース・インストゥルメンツ社をオランダのVandeweerd familyに売却。その後日本国内では、河合楽器製作所がロジャース社の販売代理店となっている。